# Салон Китти (фильм)
«Салон Китти» — эротический фильм Тинто Брасса. Этот фильм является антифашистским и снят в традициях Федерико Феллини и Лукино Висконти. Фильм основан на реальных событиях и рассказывает о моральном упадке в нацистской Германии. Публичный дом «Салон Китти» действительно существовал в Берлине на ул. Гизебрехтштрассе, 11.
Этот фильм принёс Тинто Брассу первый крупный международный успех. Премьера фильма состоялась 2 марта 1976 года в Италии.
После скандального успеха в Европе фильм был отредактирован, при этом были вырезаны эротические сцены. Урезанная, более короткая версия стала доступна широкой массе зрителей. В таком виде под названием «Мадам Китти» фильм был показан в США (премьера 21 января 1977 года), а затем транслировался телевидением многих стран.

## Сюжет
Главная героиня фильма — танцовщица мадам Китти (в реальности Kitty Schmidt (настоящее имя — Katharina Zammit; 1882—1954), которая живёт в нацистской Германии. Она владелица одного из самых роскошных борделей Берлина, куда регулярно приходят руководители рейха. Однажды высокопоставленный офицер СС Гельмут Валленберг угрожает закрыть её заведение и вынуждает Китти сменить весь персонал салона и перевести сам салон в другое помещение.
Теперь салон укомплектован только женщинами чистой арийской крови и одновременно лояльными к фашистскому режиму. Каждая комната в новом борделе оборудована потайными устройствами прослушивания. И Валленберг может не только собирать материал для шантажа неугодных ему людей, но и выяснять, кто высказывает в раскованной атмосфере крамольные мысли о режиме Гитлера.
У Валленберга всё идёт гладко до поры до времени. Его любовница Маргерита, молодая и симпатичная девушка, влюбляется в офицера люфтваффе Ганса Райтера, разочаровавшегося войной и идеями национал-социализма. Маргерита находится в хороших отношениях с Китти, они доверяют друг другу. И теперь, когда Маргерита узнаёт истинную цель существования борделя, она хочет с помощью Китти помешать проведению операции Валленберга.

## В ролях
- Главные роли
  - Ингрид Тулин — Китти Келлерманн
  - Хельмут Бергер — Гельмут Валленберг
  - Тереза Анн Савой — Маргерита
  - Джон Стайнер — Бьёндо
- Другие роли
  - Мария Мичи — Хильде
  - Сара Сперати — Хельга
  - Джон Айрленд — Клифф
  - Стефано Сатта Флорес — Дино
  - Беким Фехмию — Ганс Райтер
  - Тина Омон — Герта Валленберг
  - Роземари Линдт — Сусан
  - Паола Сенаторе — Марика
  - Александра Богоевич — Глория
  - Дан ван Хусен — Раусс
  - Ульрих Хаупт

## Другие названия
- «Salon Kitty» (оригинальное название)
- «Салон Китти»
- «Doppelspiel»
- «Madame Kitty»
- «Madam Kitty»

## Издание фильма в России
В России фильм выпускался вначале на видеокассетах, а затем на DVD. Дистрибьютором продаж этого фильма в России является компания «Союз Видео».